# فرودگاه بین‌المللی فضولی
فرودگاه بین‌المللی فضولی (انگلیسی: Fuzuli International Airport) یک فرودگاه در حال ساخت در شهر فضولی در کشور جمهوری آذربایجان است.